# Michel Verpeaux
Michel Verpeaux, né le 19 décembre 1950, est un professeur français de droit public.

## Biographie
Professeur agrégé de droit depuis 1988, il enseigne à Besançon puis à Dijon, puis en 1995 à Paris II et enfin, depuis 2001 à l’Université Paris 1 Panthéon-Sorbonne ainsi qu'à l'Institut d'études politiques de Paris et à l'Institut catholique d'études supérieures (ICES). Il est nommé membre du Comité pour la réforme des collectivités locales en octobre 2008. Il est secrétaire général de l'Association française de droit constitutionnel de 1993 à 2006. En 2006 il renonce à en prendre la présidence à la suite de la déclaration de candidature de Bertrand Mathieu et d’amicales pressions qu'il qualifie lui-même, "en langage diplomatique, de franches et cordiales".

## Administrations et autres responsabilités
- Directeur de l’IPAG de l’Université de Paris-II de 1996 à 2001[2].
- Directeur du Centre d’information et de préparation aux concours de l’enseignement et de l’administration à l’Université de Paris-1 de 2001 à 2003.
- Secrétaire général de l'Association française des constitutionnalistes depuis 1993.
- Vice-Président de l'Association française de droit des collectivités locales depuis 1995.
- Secrétaire général adjoint de l'Institut Français de Science Administrative depuis 1996.
- Membre du jury du concours d’accès au corps de conseiller des tribunaux administratifs depuis 1994, membre du jury du concours externe de l’E.N.A. en 1994, Président du jury du concours d’attaché territorial en 1995. Membre des jurys de concours de Conseiller d’administration scolaire et universitaire depuis 2000 et d’Attaché d’administration scolaire et universitaire depuis 1998. Membre du jury de concours d’administrateur territorial en 2002 et 2003, correcteur des jurys de l’ENA depuis plusieurs années. Membre du jury du concours d’agrégation de droit public 2005-2006
- Directeur du Centre de recherches de droit constitutionnel de l’Université Paris-1 depuis 2003

## Ouvrages
- La naissance du pouvoir réglementaire, 1789-1799, thèse pour le doctorat d'État, Dijon, 1987 (directeur : M. Fromont), publiée aux P.U.F., coll. "Les grandes thèses du droit", en 1991.
- Révolution et décentralisation (sous la direction de J. Moreau et de M. Verpeaux) Economica (coll. Droit public positif) janvier 1992.
- L'histoire de la décentralisation, coll. « Que sais-je ? » n° 2741, en collaboration avec Pierre Bodineau (mars 1993). Deuxième édition 1997.
- La République en droit français (sous la direction de B. Mathieu et M. Verpeaux,) Économica, (coll Droit public positif), 1996
- La coopération régionale et locale (avec P. Bodineau), P.U.F., coll. « Que sais-je ? », 1998.
- Histoire constitutionnelle de la France (avec P. Bodineau) P.U.F., coll. « Que sais-je ? », 2000, 2e édition 2002 ; 3e édition 2005
- Contentieux constitutionnel des droits fondamentaux (en collaboration avec Bertrand Mathieu) L.G.D.J., collection Manuel, 2002.
- Les collectivités territoriales en France, Dalloz, collection Connaissance du droit, 1re édition 2002 ; 2e édition 2004 ; 3e édition 2006
- Droit constitutionnel (en collaboration avec Bertrand Mathieu), coll. Droit fondamental, Presses universitaires de France, 2004
- Textes constitutionnels de la Ve République, PUF, coll. « Que sais-je ? », en collaboration avec Stéphane Rials et Bertrand Mathieu, 2005
- Droit des collectivités territoriales, coll. Major, PUF, 2005
- La région, coll. Connaissance du droit, Dalloz, 2005
- Les collectivités territoriales en France, Dalloz, coll. Connaissance du droit, 1re édition 2002 ; 3e édition 2006
- Les Annuels du droit, Droit constitutionnel, Dalloz, 2002, 2003, 2004, 2005, 2006
- La réforme du travail législatif (s.d. avec B. Mathieu), coll Cahiers constitutionnels de Paris 1, Dalloz, 2006
- L'intérêt général, norme constitutionnelle, (s.d. avec B. Mathieu), coll Cahiers constitutionnels de Paris 1, Dalloz, 2007
- Le Conseil constitutionnel (s.d. avec M. Bonnard), Études de la Documentation française, 2007
- Droit constitutionnel, 2e éd. collection Droit fondamental, Presses universitaires de France, 2008. (1re édition 2004 en collaboration avec Bertrand Mathieu)
- Responsabilité et démocratie (s.d. avec B Mathieu), coll. Cahiers constitutionnels de Paris 1, Dalloz, 2008
- Droit des collectivités territoriales, coll. Major, P.U.F., 2005. Deuxième édition 2008
- Les collectivités territoriales, Documents d'études, La Documentation française, 2008
- La liberté d'expression, Éditions du Conseil de l'Europe, 2008
- La Constitution, coll Connaissance du droit, Dalloz, 2008
- Droit public, avec Laetitia Janicot, coll. Major, P.U.F., 2009
- Manuel de droit constitutionnel, Coll. Droit fondamental, P.U.F., 2010
- Droit constitutionnel : Les grandes décisions de la jurisprudence, Presses universitaires de France, 2017 (avec Pierre de Montalivet, Agnès Roblot-Troizier et Ariane Vidal-Naquet)
- Les collectivités territoriales, Dalloz, coll. Connaissance du droit, 6e édition, 2020
- Le droit des langues française et régionales, Dalloz, coll. Connaissance du droit, 2024

## Parcours politique
En juin 2007, Michel Verpeaux est candidat aux élections législatives dans la 1re circonscription de la Côte-d'Or, en tant que suppléant de Dominique Grimpet, membre comme lui du Mouvement démocrate. Il fut proche un temps du socialiste François Rebsamen.

## Décorations
- Chevalier de Légion d’honneur en 2002[5]
- Officier de l'ordre national du Mérite en 2007[6]